# Amblypsilopus dallastai
Amblypsilopus dallastai är en tvåvingeart som beskrevs av Grichanov 1998. Amblypsilopus dallastai ingår i släktet Amblypsilopus och familjen styltflugor.
Artens utbredningsområde är Madagaskar. Inga underarter finns listade i Catalogue of Life.